# Cosmia campyostigmoides
Cosmia campyostigmoides är en fjärilsart som beskrevs av Embrik Strand 1921. Cosmia campyostigmoides ingår i släktet Cosmia och familjen nattflyn. Inga underarter finns listade i Catalogue of Life.